# Johanna Rahner
Johanna Rahner (* 21. Dezember 1962 in Baden-Baden) ist eine deutsche römisch-katholische Theologin und Hochschullehrerin für Dogmatik und Dogmengeschichte sowie Ökumenische Theologie.

## Leben
Johanna Rahner studierte von 1982 bis 1989 Katholische Theologie und Biologie an der Albert-Ludwigs-Universität Freiburg. Ihr Studium schloss sie 1988 mit dem Diplom in Katholischer Theologie beziehungsweise 1989 mit dem Ersten Staatsexamen für das Lehramt an Gymnasien (Katholische Theologie, Biologie) ab. Danach lehrte und forschte sie dort bis 1994 und erneut von 1997 bis 2003 als Assistentin von Hansjürgen Verweyen am Arbeitsbereich Fundamentaltheologie. 1997 wurde sie mit einer Arbeit zu Jesus von Nazaret als Ort der Offenbarung Gottes im Johannesevangelium im Arbeitsbereich Neutestamentliche Literatur und Exegese (Lorenz Oberlinner) zum Dr. theol. promoviert. 2003 habilitierte sie sich bei Jürgen Werbick mit einer Arbeit zum Verhältnis von Rechtfertigung und Kirche für Fundamentaltheologie und Ökumenische Theologie an der Westfälischen Wilhelms-Universität in Münster.
Während dieser Zeit unterrichtete Rahner von 1990 bis 1999 an der Freiburger Fachakademie für Pastoral und Religionspädagogik die Fächer Dogmatik, Fundamentaltheologie und Kirchenrecht. Von 2000 bis 2005 war sie Lehrbeauftragte für Biblische und Systematische Theologie an der Erziehungswissenschaftlichen Fakultät der Universität zu Köln.
Nach mehreren Lehrstuhlvertretungen in Freiburg, Münster und Karlsruhe hatte Rahner von 2006 bis 2010 die Vertretungsprofessur für Dogmatik an der Katholisch-theologischen Fakultät beziehungsweise für Fundamentaltheologie und Dogmatik am Institut für Katholische Theologie der Otto-Friedrich-Universität Bamberg inne. Ab 2010 war sie Professorin für Systematische Theologie am Institut für Katholische Theologie der Universität Kassel. 2013 erhielt sie einen Ruf auf den Lehrstuhl für Dogmatik, Dogmengeschichte und Ökumenische Theologie an der Eberhard Karls Universität Tübingen in Nachfolge von Bernd Jochen Hilberath, den sie zum Sommersemester 2014 übernahm.
Seit 2019 ist Johanna Rahner Mitherausgeberin der Reihe Quaestiones disputatae. Von 2020 bis 2023 war sie Vorsitzende des Katholisch-Theologischen Fakultätentages. Sie ist seit April 2021 zugewähltes Mitglied im Zentralkomitee der deutschen Katholiken (ZdK).
Johanna Rahner ist nicht direkt mit dem Theologen Karl Rahner verwandt, sondern nur – nach ihren eigenen Worten – „über sieben Ecken, wie man das umgangssprachlich sagt“.

## Forschungsthemen
Rahners Forschungen und Veröffentlichungen decken ein breites Spektrum der fundamentaltheologischen und dogmatischen Themenbereiche ab, wobei sich folgende Schwerpunkte ausmachen lassen:
- Relevanz Biblischer Hermeneutik für die Systematische Theologie (insbesondere die Christologie)
- Ökumenische Theologie und ihre ekklesiologischen Problemfelder
- Verhältnis von Religion, Kultur, Bildung, Politik und Gesellschaft
- Wechselwirkung von Gegenwartskultur, Gottesdienst und Theologie der Sakramente
- Theoretische Grundlegung und praktische Bedeutung des Dialogs der Weltreligionen im Horizont einer globalisierten Welt
- Verhältnis von Vernunft und Glaube, Theologie und Philosophie, Theologie und Naturwissenschaften
- Patchwork-Religiosität und subjektiver Glaubenspluralismus
- Religiosität von Kindern und Jugendlichen vor allem anhand der Jugend- und Kultliteratur und der Popmusik

## Auszeichnungen
- 2023: Ökumenischer Preis der Katholischen Akademie in Bayern[5]

## Schriften
- „Er aber sprach vom Tempel seines Leibes“: Jesus von Nazaret als Ort der Offenbarung Gottes im vierten Evangelium. Bodenheim: Philo, 1998. (Bonner biblische Beiträge; Bd. 117) ISBN 3-8257-0097-6
- Creatura evangelii: zum Verhältnis von Rechtfertigung und Kirche. Freiburg im Breisgau; Basel; Wien: Herder, 2005. ISBN 978-3-451-28499-1
- Einführung in die katholische Dogmatik. Darmstadt: Wissenschaftliche Buchgesellschaft, 2008. (Einführung Theologie) ISBN 978-3-534-20063-4
- Einführung in die christliche Eschatologie. Freiburg, Br.; Basel; Wien: Herder, 2010. (Grundlagen Theologie) ISBN 978-3-451-30337-1